# Lobo-italiano
O lobo-italiano (Canis lupus italicus), também chamado de Lobo-dos-apeninos, é uma subespécie de lobo-cinzento encontrado nos Montes Apeninos na Itália. Foi descrita pela primeira vez em 1921 e reconhecida como uma subespécie distinta em 1999. Recentemente, após um aumento da população, a subespécie também foi detectada em áreas da Suíça. Nos últimos anos, os lobos-italianos também se estabeleceram no sul da França, em particular, no Parc Nacional du Mercantour. Por ser uma espécie em estado vulnerável, é protegida pelos governos dos três países.

## Características e adaptações
Os lobos italianos tendem a ser menores que os lobos europeus comuns. Os machos pesam entre 25 e 35 kg e raramente, 45 kg, enquanto as fêmeas pesam 20% a menos. Com exceção da cauda, o comprimento do corpo varia entre 110 a 148 cm, enquanto a altura no ombro varia entre 50 e 70 cm. As orelhas tem 11 cm de comprimento. A cor dos pelos é normalmente cinza ou marrom, apesar de espécimes de pelos pretos terem sido recentemente vistos na região da Toscana. Os espécimes pretos constituem de 20 a 25% da população total do lobo-italiano. Estudos comparativos sobre lobos italianos, cães selvagens e lobos do Leste Europeu mostraram que a população de lobos da Itália foi a mais pura e menos afectada pela miscigenação com cães domésticos na Europa, no entanto, em 2004, três lobos foram encontrados na província de Siena, no centro-sul da Toscana com ergôs nas patas traseiras, o que indica alguma contaminação dos genes dos cães no polo genético, embora isto tenha causado preocupação quanto à pureza genética do lobo, alguns biólogos são encorajados por um sintoma óbvio deste tipo, pois é um fator potencialmente útil no diagnóstico de híbridos.

## Dieta
O lobo-italiano é um caçador noturno que se alimenta principalmente de animais de médio porte, como camurças, corças, javalis e cervos. Na falta de presas desse tipo, sua dieta inclui também pequenos animais, como lebres e coelhos. Um lobo italiano pode comer até 1,5 a 3 kg de carne por dia. Ele irá ocasionalmente consumir ervas e plantas para fibra dietética. O lobo se adapta bem em áreas urbanizadas, e como tal, geralmente não ignoram lixo ou animais domésticos.

## Comportamento e Reprodução
Devido a escassez de presas grandes, o número de lobos italianos nascidos depois de uma gestação costuma ser menor que a média. O núcleo familiar é composto por um par reprodutor, jovens que permanecem com a sua família de origem até ter idade suficiente para se dispersar e se reproduzir, no entanto, onde há herbívoros de grande porte, ninhadas de até 7 indivíduos podem ser encontradas. A copulação ocorre em meados de março, com um período de gestação de 2 meses, o número de filhotes nascidos também depende da idade da mãe, variando entre 2 e 8 filhotes. Os filhotes pesam de 250 a 350 gramas quando nascem, abrem os olhos em 11 ou 12 dias após o nascimento e são totalmente capazes de digerir carne em 3 ou 4 meses.